# Angelo Secchi
Pietro Angelo Secchi SJ (Reggio Emilia, 29 juni 1818 - Rome, 26 februari 1878)  was een Italiaans astronoom en geestelijke. Hij was lid van de Sociëteit van Jezus, bekend als de jezuïeten.

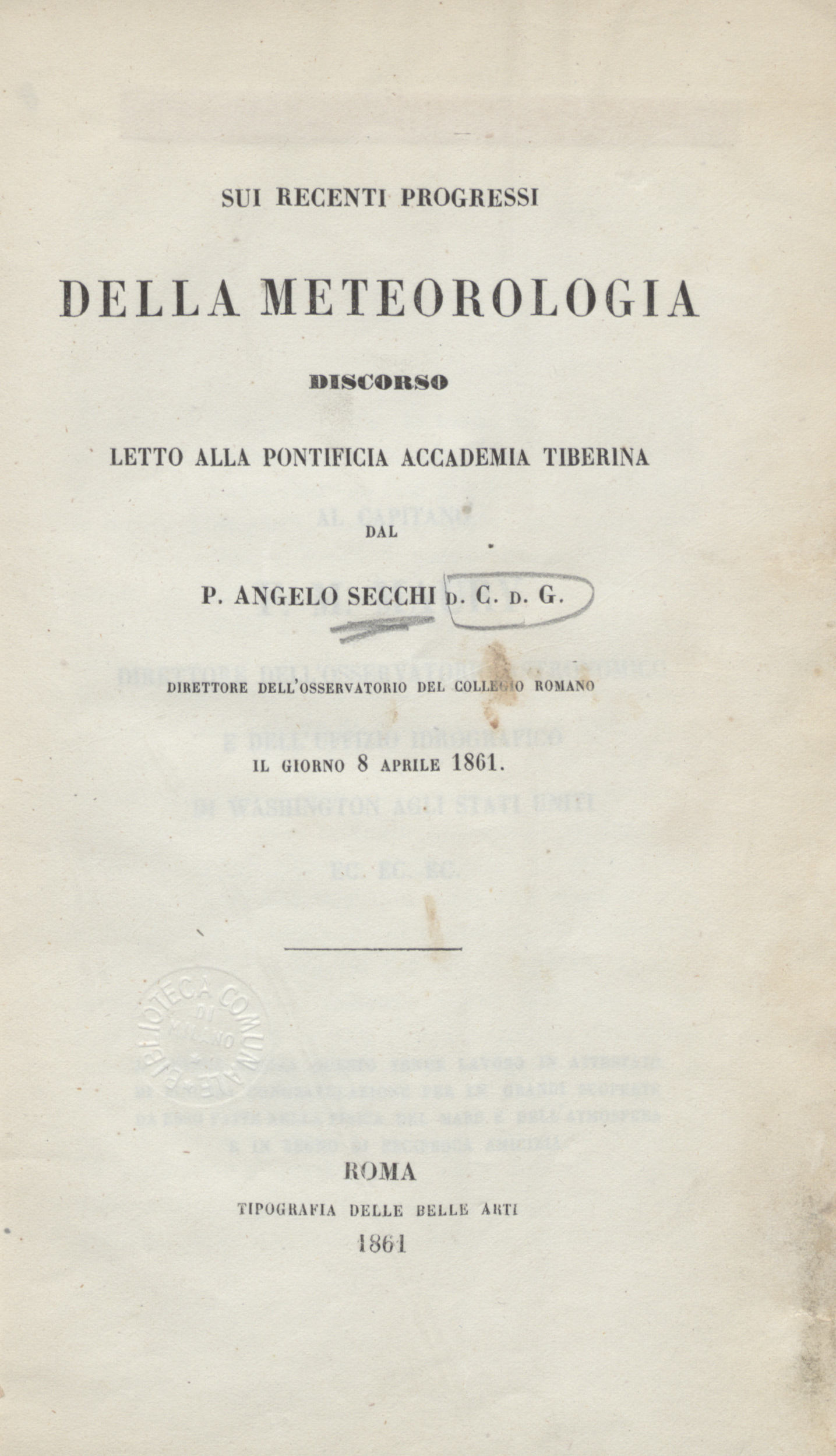
Sui recenti progressi della meteorologia (1861)

Hij was 28 jaar lang directeur van de sterrenwacht van de Pauselijke Universiteit Gregoriana. Hij was een van de eerste die de spectroscopie in de astronomie toepaste en met gezag verklaarde dat de zon feitelijk een ster is. In 1858 ontdekte hij de  'canali' ("geulen", de latere Marskanalen) op het oppervlak van Mars.
Behalve op het gebied van astronomie was Secchi actief op het vlak van oceanografie, meteorologie en fysica. Als eerbetoon is de secchischijf, een krater op de Maan en een continent op Mars naar hem genoemd.
- Biblioteca Nacional de España: XX1435976
- Bibliothèque nationale de France: cb135168338 (data)
- CiNii: DA05263095
- Gemeinsame Normdatei: 118795953
- International Standard Name Identifier: 0000 0001 2026 0369
- Library of Congress Control Number: n86104207
- Nationale Bibliotheek van Tsjechië: xx0134536
- Nationale bibliotheek van Australië: 35811364
- Nationale Bibliotheek van Israël: 987007271440005171
- Nationale Bibliotheek van Polen: a0000001867118
- Nederlandse Thesaurus van Auteursnamen: 069695369
- Réseau des bibliothèques de Suisse occidentale: 02-A003817331
- RKD-Nederlands Instituut voor Kunstgeschiedenis: 379461
- Istituto Centrale per il Catalogo Unico: CFIV114029
- SNAC: w6349nw2
- Système universitaire de documentation: 076688186
- Trove: 1098464
- Virtual International Authority File: 54302997
- WorldCat: E39PBJpPHRf4PQjhK4K7BPGT73